# Francis Leggatt Chantrey

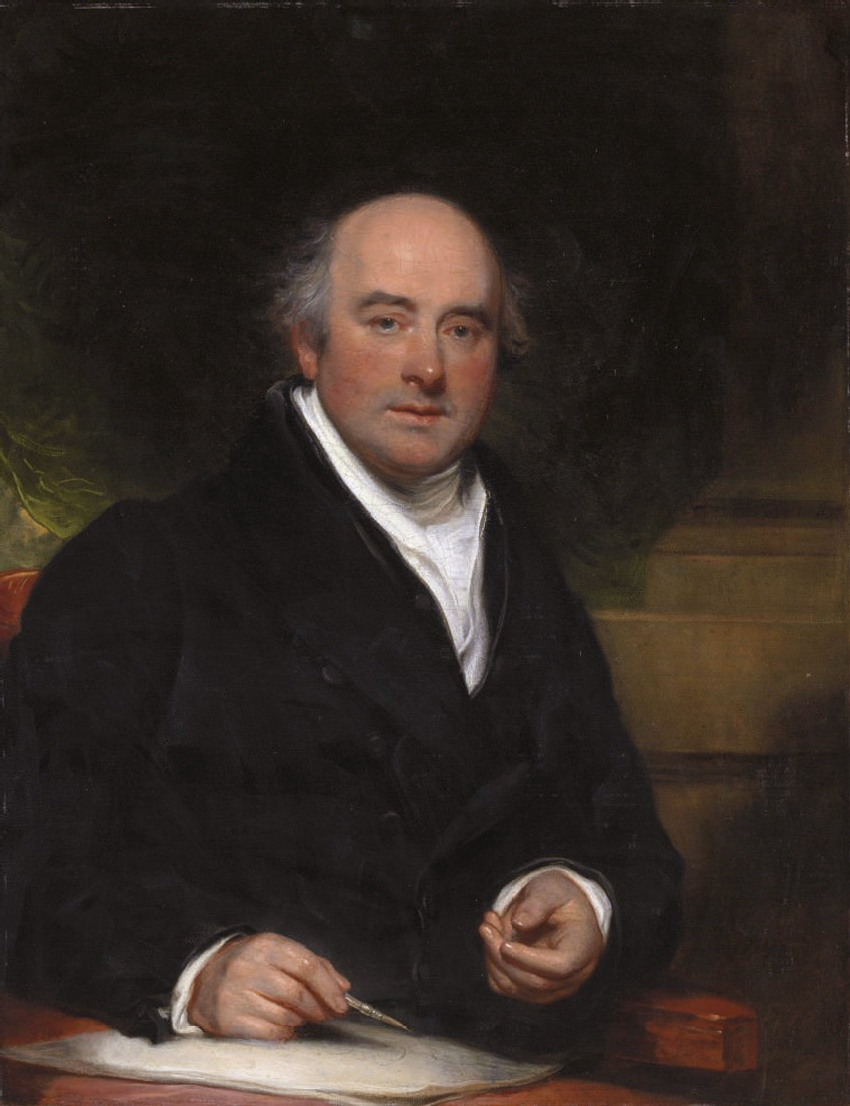
Francis Chantrey
porträtiert von Martin Archer Shee

Sir Francis Leggatt Chantrey (* 7. April 1781 in  Jordanthorpe bei Sheffield; † 25. November 1841 in London) war ein britischer Bildhauer, Maler und Zeichner.
1793, nach dem Tode seines Vaters, eines Zimmermannes, kam Francis bei einem Sheffielder Lebensmittelhändler unter. 1797 ging der Junge dort bei dem Bildschnitzer und Vergolder Ramsay in die Lehre. Ab 1802 arbeitete er – ebenfalls in Sheffield – als Porträtmaler. Im Frühjahr 1804 ging er nach London, stellte an der Royal Academy of Arts eines seiner Porträts aus und unternahm Abstecher nach Dublin sowie nach Edinburgh. Ab dem Spätsommer 1804 wieder in London, wurde er ein Schüler von Joseph Nollekens und studierte an den Royal Academy Schools das Modellieren. Den Winter auf das Jahr 1805 verbrachte Francis Chantrey wieder im heimatlichen Sheffield. In den Jahren bis 1809 stellte er Büsten in London sowie in Paris aus. Zum Beispiel schuf er Büsten der Admiräle Earl Howe, Adam Duncan, Earl of St. Vincent und Lord Nelson.
Am 23. November 1809 heiratete Francis Chantrey seine Cousine Mary Anne Wale (1787–1875) und wurde plötzlich dank ihrer Mitgift sämtlicher aktueller Geldsorgen ledig. 1811 bekam er den Auftrag für ein Standbild König Georgs III. Es entstanden Porträtbüsten von John Horne Tooke, Benjamin West, dem Schabkünstler John Raphael Smith (1751–1812), Thomas Stothard, James Northcote (1746–1831), Granville Sharp und James Watt.
Am 4. November 1815 wurde Francis Chantrey zum Associate Member of the Royal Academy of Arts ernannt. 1817 fand sein grabmalkünstlerisches Werk Sleeping Children die besondere Anerkennung der Fachkollegen an der Akademie. Am 10. Februar 1818 wurde er für die Büste des Akademie-Präsidenten Benjamin West zum Vollmitglied der Akademie ernannt.
1819 bereiste Francis Chantrey Italien und wurde Ehrenmitglied der Akademien zu Florenz und Rom. 1822 wurde er zum Fellow der Royal Society of Edinburgh gewählt. 1835 schlug der König von England seinen Hofbildhauer Francis Chantrey zum Knight Bachelor. Die Universitäten Oxford und Cambridge ernannten den Bildhauer zum Magister artium und zum Doctor of Civil Law.
Maurice W. Brockwell schreibt:  „Als Künstler von seinen Zeitgenossen weit überschätzt, von der posthumen Kritik dagegen als typischer Vertreter der akademisch klassizistischen Porträtplastik des vorvictorianischen Zeitalters auf ein ziemlich bescheidenes Maß kunstgeschichtlicher Bedeutung zurückgedrückt, verdankt Chantrey  sein Fortleben im Gedächtnis der Nachwelt hauptsächlich der Stiftung seines vorerst seiner Gattin, in nächster Erbanwartschaft jedoch der Royal Academy testamentarisch verschriebenen Vermögens von 150 000 Pfund Sterling.“
Das British Museum und die National Portrait Gallery in London besitzen Zeichnungen (Porträts) von Francis Chantrey.